# Therese Giehse
Therese Giehse (München, 6 maart 1898 – aldaar, 3 maart 1975) was een Duits actrice van joodse afkomst. Ze werd geboren als Therese Gift. Ze ontwikkelde zich tot een van de populairste Duitse actrices, op het grote toneel en bij het cabaret en later ook in speelfilms. Ze was voornamelijk actief in haar geboorteland, maar toen nazi-Duitsland haar dat onmogelijk maakte, woonde en werkte ze in Zwitserland, vanaf 1936 met de Britse nationaliteit.

## Biografie
Hoewel haar familie haar afraadde om actrice te worden "omdat ze niet mooi genoeg was", was Therese Gift vastbesloten haar roeping waar te maken. Ze volgde van 1918 tot 1920 toneellessen. In laatstgenoemd jaar nam ze de artiestennaam Giehse aan. In 1926 werd zij aangenomen bij de Münchner Kammerspiele. Opmerkelijk is dat zij, ondanks haar joodse achtergrond, een populair actrice was bij de nazi's.

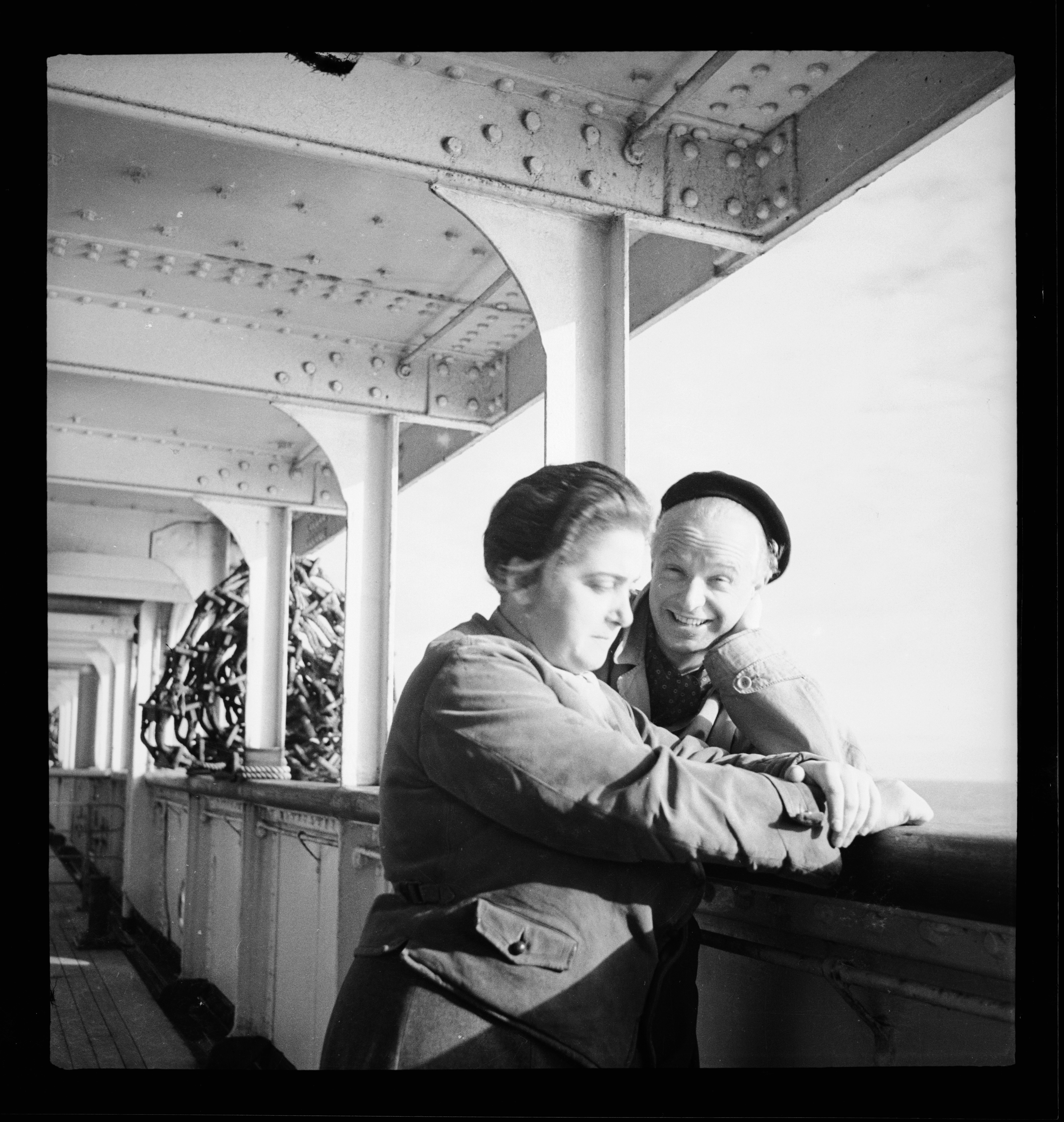
Therese Giehse en Pfeffermühle-collega Magnus Henning aan boord van een oceaanstomer, 1936 (foto Annemarie Schwarzenbach).

Giehse was in 1933, met Erika en Klaus Mann en Magnus Henning, een van de grondleggers van het cabaret Die Pfeffermühle, dat populair werd door scherpe satire jegens de nationaalsocialisten. Toen de nazi's de macht grepen in Duitsland, vluchtte zij op 13 maart 1933 naar Zwitserland om te gaan wonen bij Erika en Klaus Mann. Zij kreeg met Erika een relatie. Ze werd geëngageerd door het Schauspielhaus in Zürich.
Giehse trouwde in 1936 met de homoseksuele schrijver John Hampson-Simpson, om op die manier een Brits paspoort te krijgen. Haar eigen Duitse paspoort was, onder meer vanwege haar medewerking aan Die Pfeffermühle, door de Duitse overheid ingetrokken. Om dezelfde reden was Erika Mann in 1935 getrouwd met W.H. Auden, die Hampson had aangeraden om ook Giehse op deze manier te helpen. Haar nauwe band met de Manns bleek ook uit het feit dat Klaus Mann in 1936 zijn roman Mephisto aan Therese Giehse opdroeg.
Tot 1937 toerde Giehse met Die Pfeffermühle door Europa. Een poging om ook in de Verenigde Staten succes te oogsten met The Pepper Mill mislukte echter. Giehse raakte daarna opnieuw verbonden aan het Schauspielhaus Zürich. In 1941 stuurde Bertold Brecht haar zijn nieuwe stuk Mutter Courage und ihre Kinder, zodat zij dit voor het eerst kon opvoeren. In 1948 werd Giehse door Brecht naar Berlijn gehaald, waar zij een jaar later aan de slag ging in het Deutsches Theater Berlin bij zijn toneelgroep, het Berliner Ensemble. In 1952 keerde ze terug naar München om weer bij de Kammerspiele te gaan werken. Ze trad op in heel Duitsland aan beide zijden van het IJzeren Gordijn. Inmiddels kreeg zij ook filmrollen en was zij op televisie te zien.
In 1975 werd Giehse aan haar oog geopereerd. Door complicaties tijdens de operatie overleed zij onverwacht aan nierfalen, drie dagen nadat zij in München voor het laatst op de planken had gestaan, en drie dagen voor haar 77ste verjaardag. Naar haar eigen wens werd ze in Zürich begraven.

## Filmografie (selectie)

### Bioscoop
- 1928: Wenn die Schwalben heimwärts ziehn
- 1932: Die verkaufte Braut – regie: Max Ophüls
- 1940: Die missbrauchten Liebesbriefe
- 1941: Menschen, die vorüberziehen – regie: Max Haufler
- 1942: Das Gespensterhaus – regie: Franz Schnyder
- 1945: Die letzte Chance – regie: Leopold Lindtberg
- 1947: The Mark of Cain
- 1948: Anna Karenina – regie: Julien Duvivier
- 1952: Herz der Welt – regie: Harald Braun
- 1952: Vater braucht eine Frau – regie: Harald Braun
- 1953: Muß man sich gleich scheiden lassen? – regie: Hans Schweikart
- 1955: Kinder, Mütter und ein General – regie: László Benedek
- 1955: Roman einer Siebzehnjährigen – regie: Paul Verhoeven
- 1956: Zärtliches Geheimnis – regie: Wolfgang Schleif
- 1957: Der 10. Mai
- 1958: Petersburger Nächte
- 1958: Mädchen in Uniform – regie: Géza von Radványi
- 1960: Sturm im Wasserglas
- 1973: Lacombe Lucien – regie: Louis Malle
- 1975: Black Moon – regie: Louis Malle

### Televisie
- 1961: Die Unterrichtsstunde
- 1963: Wassa Schelesnowa – regie: Egon Monk
- 1963: Haben – regie: Rolf Hädrich
- 1964: Die Physiker – regie: Fritz Umgelter
- 1965: Der Sündenbock – regie: Fritz Umgelter
- 1966: Der Brecht-Abend der Giehse
- 1969: Sturm im Wasserglas – regie: Theodor Grädler
- 1970: Die Mutter
- 1974: Münchner Geschichten – regie: Helmut Dietl
- 1975: Weitere Aussichten … – regie: Franz Xaver Kroetz

## Hoorspelen
- 1932: Die heilige Johanna der Schlachthöfe von Bertolt Brecht
- 1940: (Oorspronkelijke uitzending) en 1974: Das Verhör des Lukullus van Bertolt Brecht
- 1953/1955: Novelle van Johann Wolfgang von Goethe, hoorspelbewerking en regie: Max Ophüls, ISBN 3-89584-025-4
- 1958: Der Biberpelz van Gerhart Hauptmann
- 1973: Lemsomd (Beiers voor Lebensabend) van Dieter Kühn/Martin Sperr. Inhoud: Monoloog van een oude vrouw die op een bankje in het park van een bejaardentehuis zit en steeds spraakzamer wordt. Als podcast/download in het BR hoorspel Pool.

## Discografie
- Ein Bertolt-Brecht-Abend met Therese Giehse 1e aflevering
- Ein Bertolt-Brecht-Abend 2e aflevering
- Ein Bertolt-Brecht-Abend 3e aflevering
- Therese Giehse spreekt Dürrenmatt (met Friedrich Dürrenmatt)
- Die Mutter (3 LP)
- Weitere Aussichten

- Biblioteca Nacional de España: XX1793340
- Bibliothèque nationale de France: cb14181390d (data)
- Gemeinsame Normdatei: 118539140
- Historisch woordenboek van Zwitserland: 009479
- International Standard Name Identifier: 0000 0003 6855 7625
- Library of Congress Control Number: n89622953
- MusicBrainz: a04ad266-ae51-4140-8812-e5311591feef
- Nationale Bibliotheek van Tsjechië: ola20221162617
- Nationale Bibliotheek van Israël: 987007435159105171
- Nationale Bibliotheek van Polen: a0000002466374
- Nederlandse Thesaurus van Auteursnamen: 070508399
- Réseau des bibliothèques de Suisse occidentale: 02-A022730538
- Système universitaire de documentation: 09152489X
- Theaterlexikon der Schweiz: Therese_Giehse
- Virtual International Authority File: 76525000
- WorldCat: E39PBJmdycFyYpWwbdKJ94hrbd